# Georgios Zalokostas

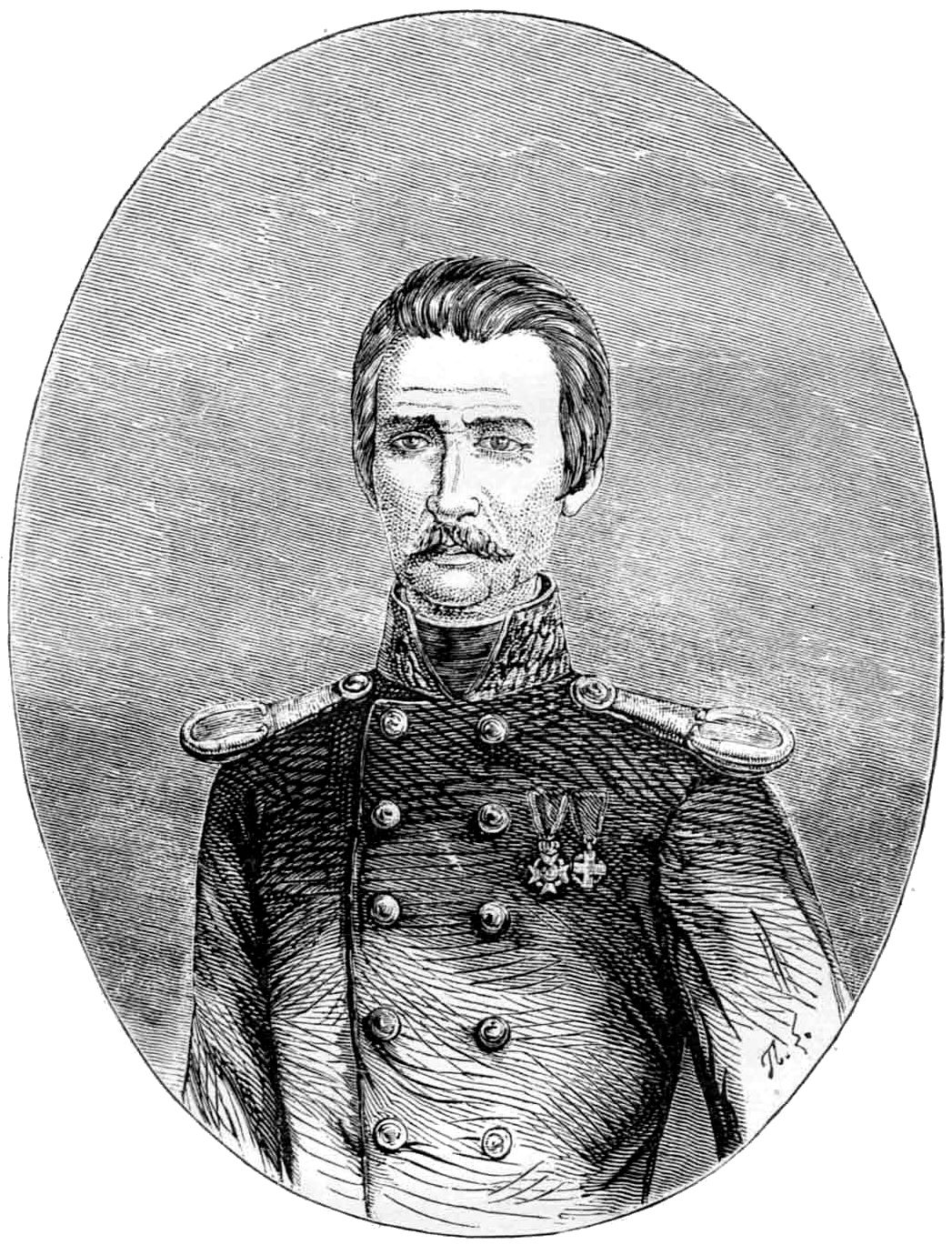
Georgios Zalokostas

Georgios Zalokostas, född 1805 i Epirus, död 1858 i Aten, var en nygrekisk skald.
Zalokostas var en eldig frihetsskald. Han besjöng hjältedåden under frihetskrigen i bland annat Armatoloi kai klefftai, To chafnion tes Grabiäs (värdshuset vid Gravia, om Ali Paschas tåg mot Morea), To Mesolongion (Missolonghi; prisbelönt 1851), To stofmion tes Prebefzes ("Prevezas hamn", om sjöstriderna vid Artaviken), Hai skiai tu Falefru (Tåget av de fallna hjältarnas skuggor), en dityramb över suliothövdingen Markos Botsaris, samt Ho aspasmos tes kef Martifou (1855, Hälsning den 25 mars till minne av frihetsmartyren Konstantinos Rhegas). Samma inspiration och ädla hellenism präglar också Zalokostas lyriska dikter, vilka helst firar levnadsglädjen (samlade i Horai skoles, "lediga stunder", med mera). De utmärks även av nya, klingande och konstrikt harmoniska versformer. Zalokostas behärskade jämväl folkspråket. Hans samlade diktverk (Ta ha panta) utgavs 1859 (ny upplaga 1873).